# Fútbol Club Barcelona (fútbol sala)
La sección de fútbol sala del Fútbol Club Barcelona es un equipo español de fútbol sala situado en Barcelona (España), que juega en la Primera División de la Liga Nacional de Fútbol Sala.
La sección de fútbol sala del Fútbol Club Barcelona se fundó oficialmente en 1978. Tras disolverse a principios de los años 80, el club volvió a constituirse en 1986 con la introducción de competiciones nacionales. El F. C. Barcelona es uno de los clubes que disputó la primera temporada de la LNFS en 1989. Es uno de los clubes de fútbol sala más exitosos de España y de Europa.

## Historia

### Primera etapa del club
El F. C. Barcelona comenzó a jugar al fútbol sala en 1976, aunque su sección no se constituyó oficialmente hasta septiembre de 1978. En ese tiempo estaba formado por exjugadores del club azulgrana, reunidos para disputar torneos amistosos y partidos benéficos. Finalmente, la implantación del fútbol sala en Cataluña llevó al presidente de la entidad Josep Lluís Núñez, a constituir oficialmente una sección.
La primera etapa del F. C. Barcelona en fútbol sala se limitó a torneos regionales de Cataluña, donde tuvo una buena progresión y llegó a la máxima categoría regional en 1980. Aunque se proclamó campeón en sus dos primeras temporadas en esa división, la Junta Directiva del club acordó disolver la sección a partir de la temporada 1982/83.

### Ingreso en la Liga Nacional de Fútbol Sala
El club no recuperó la sección de fútbol sala hasta 1986, cuando comenzaron a gestarse torneos de carácter nacional donde podía participar. El F. C. Barcelona fue uno de los dominadores en este deporte a finales de la década, ya que en la temporada 1987/88 llegó hasta la final de la Copa del Rey y en 1988/89 se proclamó vencedor del torneo. En 1990 el club catalán ganó al campeón de la Copa de Italia, la AS Roma Futsal, en un torneo no oficial, a partido único que se denominó Recopa de Europa.
Con la unión de las competiciones de la Federación española y la Asociación de Fútbol Sala, el F. C. Barcelona fue uno de los primeros participantes en la Liga Nacional de Fútbol Sala, compuesta por 48 equipos. Los azulgrana superaron la primera fase del torneo en segunda posición, pero en la segunda terminaron en último lugar, por lo que no pudieron optar al playoff final por el título.
La escuadra catalán se mantuvo como uno de los principales clubes de la LNFS hasta la introducción de la liga regular en la temporada 1995/96. El F. C. Barcelona redujo el presupuesto de la sección de fútbol sala, y el equipo tuvo que formarse sólo con jugadores canteranos. Finalmente, los azulgranas descendieron a la División de Plata en la temporada 1997/98.

### Años de dificultades
Aunque el F. C. Barcelona se marcó como objetivo el regreso a División de Honor, el equipo terminó sexto en su primera temporada en la segunda categoría. Finalmente, los azulgrana consiguieron subir en la temporada 1999/2000, al terminar segundos en la liga regular y superar el playoff de ascenso.
Sin embargo, su regreso a División de Honor fue peor de lo esperado. Durante tres temporadas los catalanes se situaron en las últimas posiciones luchando por la permanencia, hasta que en 2002/03 finalizaron en la penúltima plaza, regresando a Segunda.
En esta ocasión, al F. C. Barcelona le costó tres temporadas regresar a la máxima categoría. Pese a finalizar en los primeros puestos, los azulgrana caían en el playoff por el ascenso. No fue hasta el año 2005/06 cuando, bajo las órdenes de Marc Carmona que el Barcelona subió tras derrotar al Gáldar Fútbol Sala.

### Profesionalización de la sección
Tras subir a División de Honor, el presidente de la institución, Joan Laporta, aumentó la inversión en las secciones deportivas del club. Marc Carmona se mantuvo como entrenador, y el club contrató a jugadores internacionales como Javi Rodríguez, estrella del Playas de Castellón FS. Aunque en la primera temporada los azulgrana lucharon por asegurar la permanencia, en el año 2007/08 el equipo terminó sexto en liga regular, clasificándose para unos playoff por el título por primera vez en 11 años.
El equipo de fútbol sala asumió su profesionalización y, al igual que otras secciones deportivas del Barça, contó con su propio patrocinador: Senseit (2007), Mobicat (2008), y Alusport (2010), Lassa (2015), y Asistencia Sanitaria (2019). En 2008/09 los azulgrana terminan terceros, aunque cayeron en cuartos de final. En el siguiente año los azulgrana volvieron a meterse en la lucha por el título y llegaron hasta la semifinal, donde perdieron ante el eventual campeón, ElPozo Murcia Turística. En la temporada 2010/11, el F. C. Barcelona hace historia al ganar su primer título oficial en fútbol sala, la Copa de España de Futsal al vencer en la final al vigente campeón, ElPozo Murcia Turística, y proclamarse también campeón de la primera edición de la Copa del Rey de Fútbol Sala, al derrotar al Inter Movistar. El 26 de junio de 2011 completó la temporada con un histórico triplete al proclamarse campeón de la Liga Nacional de Fútbol Sala, título que el club azulgrana conquistaba por primera vez. En la temporada 2011-2012 por primera vez se proclamó campeón de la Copa de la UEFA de fútbol sala, y volvió a ganar el título la temporada 2013-2014. El 10 de septiembre de 2013 gana la Supercopa de España, el único título de todos los torneos españoles disputados que no había conseguido. Con la Supercopa, el Barça de fútbol sala ha ganado todas las competiciones españolas que ha disputado. Después de 12 años el club comunicó que Marc Carmona no continuaria como entrenador del equipo y finalizaba una etapa brillante de la sección bajo su dirección en la que el equipo ganó 19 títulos: 2 Champions (2010, 2014), 3 Ligas (2010-11, 2011-2012, 2012-2013), 3 Copas de España (2011, 2012, 2013), 4 Copas del Rey (2011, 2012, 2013, 2014), 1 Supercopa de España (2013) y 6 Copas de Cataluña (2008, 2009, 2010, 2013, 2014, 2015).
En el mes de julio de 2016 Andreu Plaza fue contratado como nuevo entrenador del FC Barcelona en sustitución de Marc Carmona, y asumió también las funciones de secretario técnico del primer equipo. En la temporada 2018-2019 consiguió de nuevo por segunda vez en su historia otro histórico triplete al proclamarse campeón de la Liga, la Copa del Rey y la Copa de España, que completó en la temporada siguiente (2019-2020) al proclamarse también campeón de la Supercopa de España. En la temporada 2019-20 el cuadro azulgrana conquistó su tercera Champions tras derrotar a ElPozo por 2-1. Después de ganar la quinta Liga de la historia de la sección de fútbol sala y conseguir el 12.º título de la etapa liderada por el entrenador Andreu Plaza y el mánager técnico Txus Lahoz, ambos se despidieron del club después de 5 temporadas con 2 Ligas, 1 Champions, 2 Copas de España, 3 Copas del Rey, 1 Supercopa de España y 3 Copas Cataluña.
Al final de la temporada 2020-21, la directiva del club comunica un cambio de ciclo de la sección y anuncia el nombramiento de Jordi Torras como nuevo director técnico de la sección. Jesús Velasco fue contratado como nuevo entrenador del Barça de fútbol sala hasta 2023, con Sergi Altisent, hasta entonces entrenador de la base, como su segundo. En la temporada 2021-22 el equipo azulgrana, por tercera vez en su historia después de las temporadas 2011-12 y 2018-19, ganó cuatro campeonatos: la Liga Nacional de Fútbol Sala, la Copa de España, la Supercopa de España y la UEFA Futsal Champions League. En la temporada 2022-23 el equipo volvió a ganar cuatro campeonatos: La Liga Nacional de Futbol Sala, la Copa del Rey, la Supercopa de España y la Copa Cataluña.

## Patrocinios
| Años  | Marca deportiva |
| ----- | --------------- |
| 2007- | Nike            |

| Años      | 1.º Patrocinio       |
| --------- | -------------------- |
| 2007-2008 | Senseit              |
| 2008-2010 | Mobicat              |
| 2010-2015 | Alusport             |
| 2015-2019 | Lassa                |
| 2019-     | Asistencia Sanitaria |

| Años  | 2.º Patrocinio |
| ----- | -------------- |
| 2013- | Serveto        |

### Temporadas recientes
| Temporada                                        | Liga regular | Liga regular      | Liga regular | Liga regular | Liga regular | Liga regular | Liga regular | Liga regular | Liga regular | Play-off       | Play-off       | Play-off       | Play-off       | Play-off       | Play-off       | Play-off       | Copa del Rey | Supercopa | Copa de España | Liga de Campeones | Entrenador    | Presidente        |  |
| Temporada                                        |              | Posición          | J            | G            | E            | P            | GF           | GC           | Ptos         | Posición       | J              | G              | E              | P              | GF             | GC             | Copa del Rey | Supercopa | Copa de España | Liga de Campeones | Entrenador    | Presidente        |  |
| ------------------------------------------------ | ------------ | ----------------- | ------------ | ------------ | ------------ | ------------ | ------------ | ------------ | ------------ | -------------- | -------------- | -------------- | -------------- | -------------- | -------------- | -------------- | ------------ | --------- | -------------- | ----------------- | ------------- | ----------------- |  |
| 2006/2007                                        | 1ªD          | 13º               | 30           | 8            | 7            | 15           | 80           | 107          | 31           | No clasificado | No clasificado | No clasificado | No clasificado | No clasificado | No clasificado | No clasificado |              |           |                |                   | Marc Carmona  | Joan Laporta      |  |
| 2007/2008                                        | 1ªD          | 6º                | 30           | 13           | 6            | 11           | 103          | 85           | 45           | 1/2            | 4              | 2              | 0              | 2              | 15             | 10             |              |           |                |                   | Marc Carmona  | Joan Laporta      |  |
| 2008/2009                                        | 1ªD          | Medalla de bronce | 28           | 16           | 5            | 7            | 97           | 57           | 57           | 1/4            | 2              | 0              | 0              | 2              | 6              | 10             |              |           | 1/2            |                   | Marc Carmona  | Joan Laporta      |  |
| 2009/2010                                        | 1ªD          | 5º                | 30           | 17           | 6            | 7            | 97           | 57           | 57           | 1/2            | 5              | 2              | 0              | 3              | 15             | 16             |              |           | 1/2            |                   | Marc Carmona  | Joan Laporta      |  |
| 2010/2011                                        | 1ªD          | Medalla de oro    | 30           | 22           | 4            | 4            | 127          | 63           | 70           | 1º             | 9              | 7              | 0              | 2              | 34             | 19             | 1º           |           | 1º             |                   | Marc Carmona  | Sandro Rosell     |  |
| 2011/2012                                        | 1ªD          | Medalla de plata  | 30           | 23           | 5            | 2            | 149          | 65           | 74           | 1º             | 9              | 7              | 0              | 2              | 39             | 29             | 1º           | 2º        | 1º             | 1º                | Marc Carmona  | Sandro Rosell     |  |
| 2012/2013                                        | 1ªD          | Medalla de oro    | 26           | 22           | 1            | 3            | 133          | 45           | 67           | 1º             | 9              | 7              | 0              | 2              | 29             | 23             | 1º           | 1/2       | 1º             | 3.º               | Marc Carmona  | Sandro Rosell     |  |
| 2013/2014                                        | 1ªD          | Medalla de bronce | 28           | 21           | 5            | 2            | 115          | 46           | 68           | 1/2            | 5              | 3              | 0              | 2              | 18             | 9              | 1º           | 1º        | 1/2            | 1º                | Marc Carmona  | Rosell & Bartomeu |  |
| 2014/2015                                        | 1ªD          | Medalla de plata  | 30           | 24           | 2            | 4            | 145          | 67           | 74           | 1/2            | 6              | 3              | 0              | 3              | 25             | 27             | 1/2          | _         | 2º             | 2º                | Marc Carmona  | Bartomeu          |  |
| 2015/2016                                        | 1ªD          | Medalla de plata  | 30           | 23           | 5            | 2            | 157          | 78           | 74           | 2º             | 8              | 5              | 0              | 3              | 26             | 21             | 1/2          | _         | 1/2            | _                 | Marc Carmona  | Bartomeu          |  |
| 2016/2017                                        | 1ªD          | Medalla de bronce | 30           | 22           | 4            | 4            | 135          | 70           | 70           | 2º             | 10             | 6              | 0              | 4              | 36             | 28             | 1/8          | _         | 1/4            | _                 | Andreu Plaza  | Bartomeu          |  |
| 2017/2018                                        | 1ªD          | Medalla de plata  | 30           | 22           | 4            | 4            | 149          | 66           | 70           | 2º             | 9              | 6              | 0              | 3              | 30             | 24             | 1º           | _         | 1/4            | 3.º               | Andreu Plaza  | Bartomeu          |  |
| 2018/2019                                        | 1ªD          | Medalla de oro    | 30           | 21           | 4            | 5            | 134          | 65           | 67           | 1º             | 11             | 7              | 0              | 4              | 39             | 26             | 1º           | 1º        | 1º             | 3.º               | Andreu Plaza  | Bartomeu          |  |
| 2019/2020                                        | 1ªD          | Medalla de plata  | 23           | 17           | 3            | 3            | 107          | 60           | 54           | 1/4            | 1              | 0              | 0              | 1              | 2              | 3              | 1º           | 2º        | 1º             | 1º                | Andreu Plaza  | Bartomeu          |  |
| 2020/2021                                        | 1ªD          | Medalla de bronce | 34           | 19           | 6            | 9            | 109          | 63           | 66           | 1º             | 8              | 6              | 0              | 2              | 27             | 23             | 1/4          |           | 2º             | 2º                | Andreu Plaza  | Bartomeu          |  |
| 2021/2022                                        | 1ªD          | Medalla de oro    | 29           | 20           | 5            | 4            | 117          | 61           | 65           | 1º             | 6              | 5              | 0              | 1              | 21             | 17             | 1/8          | 1º        | 1º             | 1º                | Jesús Velasco | Joan Laporta      |  |
| 2022/2023                                        | 1ªD          | Medalla de plata  | 30           | 20           | 4            | 6            | 120          | 77           | 64           | 1º             | 7              | 7              | 0              | 0              | 28             | 13             | 1º           | 1º        | 1/2            | _                 | Jesús Velasco | Joan Laporta      |  |
| 2023/2024                                        | 1ªD          | Medalla de oro    | 30           | 20           | 3            | 7            | 106          | 85           | 63           | 1/2            | 5              | 2              | 1              | 2              | 14             | 14             | 1/4          | 2º        | 1º             | 2º                | Jesús Velasco | Joan Laporta      |  |
| Temporada                                        |              | Posición          | J            | G            | E            | P            | GF           | GC           | Ptos         | Posición       | J              | G              | E              | P              | GF             | GC             | Copa del Rey | Supercopa | Copa de España | Liga de Campeones | Entrenador    | Presidente        |  |
| Temporada                                        | Liga regular | Liga regular      | Liga regular | Liga regular | Liga regular | Liga regular | Liga regular | Liga regular | Liga regular | Play-off       | Play-off       | Play-off       | Play-off       | Play-off       | Play-off       | Play-off       | Copa del Rey | Supercopa | Copa de España | Liga de Campeones | Entrenador    | Presidente        |  |
| Datos actualizados hasta el 28 de julio de 2024. |              |                   |              |              |              |              |              |              |              |                |                |                |                |                |                |                |              |           |                |                   |               |                   |  |

## Palmarés

### Torneos internacionales (4)
| Competición             | Títulos                            | Subcampeonatos            |
| ----------------------- | ---------------------------------- | ------------------------- |
| Liga de Campeones (4/3) | 2011-12, 2013-14, 2019-20, 2021-22 | 2014-15, 2020-21, 2023-24 |

### Torneos nacionales (26)
| Competición                      | Títulos                                                                         | Subcampeonatos            |
| -------------------------------- | ------------------------------------------------------------------------------- | ------------------------- |
| Primera División de España (7/3) | 2010-11, 2011-12, 2012-13, 2018-19, 2020-21, 2021-22, 2022-23                   | 2015-16, 2016-17, 2017-18 |
| Copa de España (7/2)             | 2011, 2012, 2013, 2019, 2020, 2022, 2024                                        | 2015, 2021                |
| Copa del Rey (8/0)               | 2010-11, 2011-12, 2012-13, 2013-14, 2017-18, 2018-19, 2019-20, 2022-23 (Récord) |                           |
| Supercopa de España (4/3)        | 2013, 2019, 2022, 2023                                                          | 2011, 2020, 2024          |
| Segunda División de España (1/3) | 2004-05                                                                         | 1999-00, 2003-04, 2005-06 |

### Torneos regionales (11)
| Competición           | Títulos | Subcampeonatos            |
| --------------------- | --- | ------------------------- |
| Copa Catalunya (11/3) | 1999-00, 2008-09, 2009-10, 2010-11, 2013-14, 2014-15, 2015-16, 2016-17, 2017-18, 2018-19, 2022-23 (Récord) | 2006-07, 2012-13, 2019-20 |

### Torneos en categorías base (8)
| Competición                  | Títulos                                                                         | Subcampeonatos   |
| ---------------------------- | ------------------------------------------------------------------------------- | ---------------- |
| Copa de España juvenil (8/2) | 2011-12, 2012-13, 2013-14, 2014-15, 2016-17, 2017-18, 2021-22, 2022-23 (Récord) | 2015-16, 2018-19 |